# 菲莉丝·弗朗西斯
菲莉丝·查内斯·弗朗西斯（英語：Phyllis Chanez Francis，1992年5月4日—）来自纽约州皇后区，是一名美国女子田径运动员，主攻400米赛跑。她高中时就读于位于布鲁克林的凯瑟琳·麦克奥利高中。之后就读于俄勒冈大学，并代表该校校队参加国内比赛。她的妹妹克劳迪娅（Claudia）同样也是一名田径运动员。